# Великая Румыния (партия)
Партия «Великая Румыния» (рум. Partidul România Mare — PRM) — националистическая политическая партия в Румынии. Партия выступает с антивенгерскими, антицыганскими и антисемитскими лозунгами, а также ратует за создание Великой Румынии в границах до 1940 года. Основатель и многолетний лидер партии — Корнелиу Вадим Тудор.
Партия была создана в 1991 году журналистами Корнелиу Вадимом Тудором и Эудженом Барбу. В 1993—1995 годах партия, располагавшая 22 мандатами после выборов 1992 года, поддерживала кабинет Николае Вэкэрою, но не была представлена в правительстве министрами. На выборах выступала в коалиции с правящей Социал-демократической партией, Социалистической партией труда и консервативной Румынской партией национального единения.

Административная карта Румынии в 1930 году (возможная территория «Великой Румынии»)

На президентских выборах 2000 года кандидат партии Вадим Тудор, за которого голосовал румынский протестный электорат, неожиданно занял второе место в первом туре и вышел во второй тур, где проиграл Иону Илиеску. На проводившихся в том же году парламентских выборах партия получила 84 места в нижней палате и 37 мест в сенате, став второй по численности депутатов политической партией. На парламентских выборах 2008 года партия получила лишь 3,15 % голосов и не преодолела пятипроцентный барьер.
С 2009 по 2014 год партия была представлена в Европарламенте 2 депутатами из 33 мест, отведённых для Румынии. На выборах в Европейский парламент в Румынии в 2014 году не получила представительства.